# Бельфон (Кот-д’Ор)
Бельфо́н (фр. Bellefond) — коммуна во Франции, находится в регионе Бургундия. Департамент коммуны — Кот-д’Ор. Входит в состав кантона Фонтен-ле-Дижон. Округ коммуны — Дижон.
Код INSEE коммуны — 21059.

## Население
Население коммуны на 2010 год составляло 774 человека.
| 1962 | 1968 | 1975 | 1982 | 1990 | 1999 | 2010 |
| ---- | ---- | ---- | ---- | ---- | ---- | ---- |
| 217  | 209  | 274  | 481  | 677  | 724  | 774  |

## Экономика
В 2010 году среди 537 человек трудоспособного возраста (15—64 лет) 393 были экономически активными, 144 — неактивными (показатель активности — 73,2 %, в 1999 году было 71,5 %). Из 393 активных жителей работали 375 человек (191 мужчина и 184 женщины), безработных было 18 (10 мужчин и 8 женщин). Среди 144 неактивных 48 человек были учениками или студентами, 72 — пенсионерами, 24 были неактивными по другим причинам.